# Spelen van de Kleine Staten van Europa 2009
De Spelen van de Kleine Staten van Europa 2009 vormden de dertiende editie van de Spelen van de Kleine Staten van Europa. Ze werden gehouden van 1 tot en met 6 juni 2009. Het gastland van dienst was Cyprus. Het was voor de tweede maal in de geschiedenis dat Cyprus gastheer was, na 1989. Het land moest zich niet kandidaat stellen om de Spelen te mogen organiseren, aangezien er voor deze Spelen gebruik wordt gemaakt van een rotatiesysteem, waardoor alle landen even vaak de organisatie op zich nemen.
Er werd om de eer gestreden in twaalf sporten en in drie verschillende steden doorheen het land. De acht stichtende leden namen weer allen deel. Montenegro, dat zich in 2006 afscheurde van Servië en Montenegro, nam net als in 2007 niet deel, hoewel het hiervoor wel de toestemming heeft. De Faeröer wilden graag participeren, maar werden niet toegelaten omdat het geen onafhankelijke staat is: het is een onderdeel van Denemarken.

## Programma

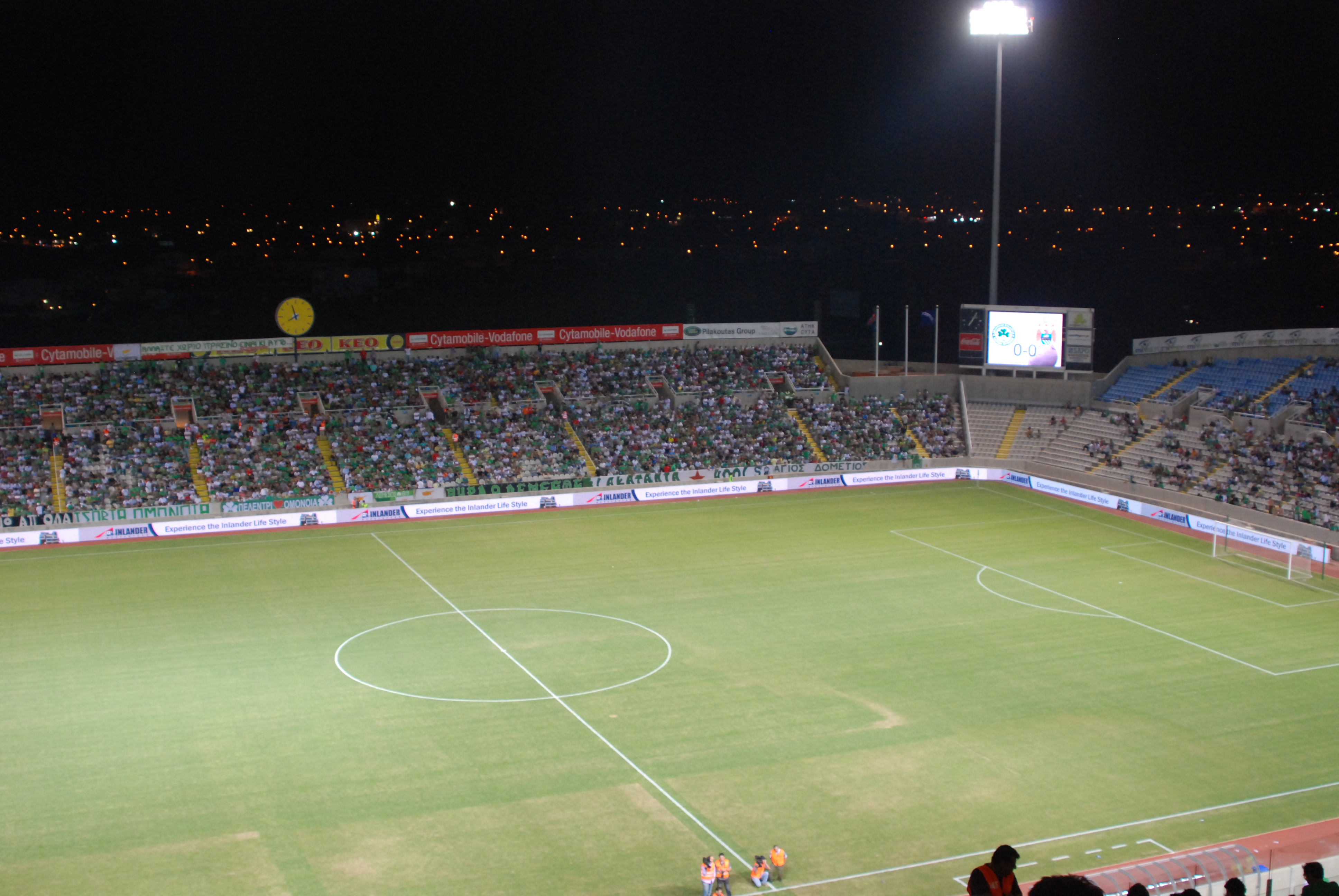
Het New GSP Stadium in Nicosia, waar de openings- en sluitingsceremonie en de atletiekonderdelen werden georganiseerd.

| ● | Openingsceremonie | ● | Wedstrijddagen | ● | Sluitingsceremonie |

| Onderdeel      | 01-06 | 02-06 | 03-06 | 04-06 | 05-06 | 06-06 | Locatie   |
| -------------- | ----- | ----- | ----- | ----- | ----- | ----- | --------- |
| Ceremonies     | ●     |       |       |       |       | ●     | Nicosia   |
| Atletiek       |       | ●     |       | ●     |       | ●     | Nicosia   |
| Basketbal      |       | ●     | ●     | ●     | ●     | ●     | Nicosia   |
| Beachvolleybal |       | ●     | ●     | ●     | ●     |       | Limasol   |
| Gymnastiek     |       | ●     | ●     |       | ●     | ●     | Limasol   |
| Judo           |       | ●     | ●     |       | ●     |       | Nicosia   |
| Schietsport    |       | ●     | ●     | ●     | ●     |       | Nicosia   |
| Tafeltennis    |       | ●     | ●     | ●     | ●     | ●     | Nicosia   |
| Tennis         |       | ●     | ●     | ●     | ●     | ●     | Nicosia   |
| Volleybal      |       | ●     | ●     | ●     | ●     | ●     | Nicosia   |
| Wielersport    |       |       |       | ●     |       |       | Machairas |
| Zeilen         |       | ●     | ●     | ●     | ●     |       | Limasol   |
| Zwemmen        |       | ●     | ●     | ●     | ●     |       | Nicosia   |

## Medaillespiegel
| Plaats | Land          | Goud | Zilver | Brons | Totaal |
| 1      | Cyprus        | 59   | 47     | 33    | 139    |
| 2      | IJsland       | 32   | 24     | 25    | 81     |
| 3      | Luxemburg     | 26   | 17     | 19    | 62     |
| 4      | Monaco        | 7    | 18     | 17    | 42     |
| 5      | San Marino    | 4    | 9      | 16    | 29     |
| 6      | Malta         | 3    | 5      | 13    | 21     |
| 7      | Liechtenstein | 2    | 4      | 12    | 18     |
| 8      | Andorra       | 1    | 7      | 9     | 17     |
| Totaal | Totaal        | 134  | 131    | 144   | 409    |

## Deelnemende landen
Er namen acht landen deel aan deze Spelen van de Kleine Staten van Europa. Montenegro mocht deelnemen, maar deed dit niet.
- Andorra
- Cyprus
- IJsland
- Liechtenstein

- Luxemburg
- Malta
- Monaco
- San Marino